# Friedrichshafen G.III
Il Friedrichshafen G.III, designazione aziendale FF 45, era un bombardiere bimotore biplano realizzato dall'azienda tedesco imperiale Flugzeugbau Friedrichshafen GmbH nei tardi anni dieci del XX secolo.
Utilizzato dai reparti da bombardamento della Luftstreitkräfte, la componente aerea del Deutsches Heer (l'esercito imperiale tedesco), durante la prima guerra mondiale, il G.III sostituì il più leggero Friedrichshafen G.II durante tutte le fasi finali del conflitto.

## Versioni
G.III (FF 45)
prima versione prodotta in serie.
G.IIIa (FF 61)
sviluppo, impennaggio modificato ed autonomia incrementata.
G.IIIb
sviluppo, fusoliera modificata per consentire l'accesso alla postazione difensiva posteriore.

## Utilizzatori
Germania
- Luftstreitkräfte

 Polonia
- Siły Powietrzne

operò con tre esemplari.